# جایزه بزرگ ایتالیا ۱۹۵۰
جایزه بزرگ ایتالیا ۱۹۵۰ (انگلیسی: ‎1950 Italian Grand Prix‎) یک مسابقهٔ موتوری در رشتهٔ اتومبیل‌رانی فرمول یک بود که در تاریخ ۳ سپتامبر ۱۹۵۰ در پیست ناتزیوناله مونتزا واقع در مونتزا، ایتالیا برگزار شد. این گراند پری در میان ۷ گراند پری در فصل ۱۹۵۰، مسابقهٔ شمارهٔ ۷ بود.
در این مسابقه که در ۸۰ دور و به مسافت ۵۰۴٫۰۰۰ کیلومتر (۳۱۳٫۱۷۱ مایل) برگزار شد، پول پوزیشن توسط خوان مانوئل فانخیو کسب شد و سریع‌ترین زمان برای طی یک دور پیست که برابر با ۲:۰۰٫۰ بود نیز توسط خوان مانوئل فانخیو به ثبت رسید.
جوزپه فارینا از تیم آلفا رومئو، دورینو سرافینی و آلبرتو اسکاری (به‌طور مشترک) از تیم فراری، و لوئیجی فاجولی از تیم آلفا رومئو به‌ترتیب مقام‌های اول تا سوم مسابقه را کسب کردند.

## رده‌بندی قهرمانی پس از مسابقه
| رده‌بندی قهرمانی رانندگان \| \| جایگاه \| راننده \| امتیاز \| \| -------- \| ------ \| ------------------ \| ------- \| \| ۲ \| ۱ \| جوزپه فارینا \| ۳۰ \| \| ۱ \| ۲ \| خوان مانوئل فانخیو \| ۲۷ \| \| ۱ \| ۳ \| لوئیجی فاجولی \| ۲۴ (۲۸) \| \| \| ۴ \| لویی روزیه \| ۱۳ \| \| ۱ \| ۵ \| آلبرتو اسکاری \| ۱۱ \| \| منبع:[۱] \| \| \| \| |        |                    |         |
| | جایگاه | راننده             | امتیاز  |
| ۲ | ۱      | جوزپه فارینا       | ۳۰      |
| ۱ | ۲      | خوان مانوئل فانخیو | ۲۷      |
| ۱ | ۳      | لوئیجی فاجولی      | ۲۴ (۲۸) |
| | ۴      | لویی روزیه         | ۱۳      |
| ۱ | ۵      | آلبرتو اسکاری      | ۱۱      |
| منبع: |        |                    |         |

یادداشت
- تنها پنج جایگاه نخست از هر رده‌بندی نمایش داده شده‌است.